# Коламбус (Північна Кароліна)
Коламбус (англ. Columbus) — місто (англ. town) в США, в окрузі Полк штату Північна Кароліна. Населення — 1060 осіб (2020).

## Географія
Коламбус розташований за координатами 35°15′4″ пн. ш. 82°12′32″ зх. д. / 35.25111° пн. ш. 82.20889° зх. д. (35.251245, -82.208798).  За даними Бюро перепису населення США в 2010 році місто мало площу 9,22 км², з яких 9,21 км² — суходіл та 0,00 км² — водойми.

## Демографія
Згідно з переписом 2010 року, у місті мешкало 999 осіб у 446 домогосподарствах у складі 247 родин. Густота населення становила 108 осіб/км².  Було 508 помешкань (55/км²).
Расовий склад населення:
| - 81,3 % — білих - 3,6 % — чорних або афроамериканців - 2,9 % — корінних американців - 0,7 % — азіатів - 9,1 % — осіб інших рас |

До двох чи більше рас належало 2,4 %. Частка іспаномовних становила 15,4 % від усіх жителів.
За віковим діапазоном населення розподілялося таким чином: 22,0 % — особи молодші 18 років, 52,9 % — особи у віці 18—64 років, 25,1 % — особи у віці 65 років та старші. Медіана віку мешканця становила 44,5 року. На 100 осіб жіночої статі у місті припадало 81,0 чоловіків;  на 100 жінок у віці від 18 років та старших — 77,0 чоловіків також старших 18 років.
Середній дохід на одне домашнє господарство  становив 44 971 долар США (медіана — 38 750), а середній дохід на одну сім'ю — 53 802 долари (медіана — 42 969). За межею бідності перебувало 12,1 % осіб, у тому числі 10,5 % дітей у віці до 18 років та 8,9 % осіб у віці 65 років та старших.
Цивільне працевлаштоване населення становило 371 особа. Основні галузі зайнятості: освіта, охорона здоров'я та соціальна допомога — 22,6 %, мистецтво, розваги та відпочинок — 16,2 %, будівництво — 15,4 %.